# Емерик Блум
Емерик Блум (Сарајево, 7. август 1911 — Сарајево, 24. јун 1984) био је учесник Народноослободилачке борбе, привредник, друштвено-политички радник СР Босне и Херцеговине и јунак социјалистичког рада.

## Биографија
Рођен је 7. августа 1911. године, у скромној сарајевској јеврејској породици. Након школовања у Чехословачкој, тј. дипломе из електротехнике на Техничком универзитету у Прагу, вратио се у Сарајево. У својим двадесетим годинама је заједно са Оскаром Даноном, Мешом Селимовићем, Исметом Мујезиновићем и Војом Димитријевићем покренуо Колегијум Артистикум. Године 1941. постао је члан Комунистичке партије Југославије (КПЈ).

### Народноослободилачка борба
По настанку Независне Државе Хрватске (НДХ), укључио се у Народноослободилачку борбу. Године 1941, усташе су га ухапсиле и депортирале у концентрациони логор Јасеновац, где је као затвореник-инжењер одржавао електричну централу. Године 1944, организовао је успешан бег из Јасеновца. Након бега се прикључио Народноослободилачкој војсци Југославије. Неко време је радио на територији западне Босне, а затим је био постављен за референта за обнову при Земаљском антифашистичком вијећу народног ослобођења Босне и Херцеговине (ЗАВНОБиХ).

### Послератна каријера
Након Другог светског рата, био је начелник у Министарству индустрије и рударства НР Босне и Херцеговине, генерални инжењер Генералне дирекције Савезне електропривреде, генерални директор Дирекције за електропривреду Владе ФНР Југославије, помоћник министра Електропривреде, председник Комитета за електропривреду. Био је један од оснивача предузећа „Електропројект“, 1951. године, из којег је касније настао регионални гигант „Енергоинвест“, који је деловао у целом свету.
Емерик Блум је био заговарач идеје да се изграде капацитети великих индустријских постројења, а у првом плану алуминијумски комбинат у Мостару, као и „Фабрика глинице“ у Зворнику. Његова је заслуга и стварање капацитета у производњи електро и машинске опреме. Тако је изграђена и творница „ТАТ“ на Илиџи, електрофабрика у Лукавици код Сарајева, фабрике у Добоју, Оџаку, Чрнучу, Тешњу, Вишеграду, Приштини, Тузли и у другим местима Југославије. Стипендирао је и школовао стручњаке разних техничких профила и увео сталну праксу специјализације југословенских стручњака у Совјетском Савезу, Сједињеним Америчким Државама, Немачкој, Француској, Уједињеном Краљевству и другим земљама. Блум је основао „Лабораториј за заваривање и дефектоскопију“ 1954. године, да би формирао и Друштво за заваривање у СР БиХ, те школу заваривања.
Емерик Блум је био градоначелник Сарајева у доба највећег процвата града, у периоду од 1981. до 1983. године.
Преминуо је 24. јуна 1984. године, након што је завршио своје последње послове у Одбору за организацију Зимских олимпијских игара у Сарајеву.

## Признања и наслеђе
Емерик Блум је 1974. године одликован титулом Витеза Легије части Француске. Улица на сарајевској Грбавици, која је пре распада СФРЈ била Београдска улица, сада носи његово име, а постављена му је и биста испред зграде „Енергоинвеста“. Емерика Блума је угледни лист „Фајненшел тајмс“ описао као „оличење социјалистичке пословности“.
Носилац је бројних југословенских одликовања, међу којима Ордена јунака социјалистичког рада, којим је одликован постхумно 27. јуна 1984. године.